# Polmos
Polmos war ein polnischer Wodkaproduzent, der 1973 als Zusammenschluss zahlreicher Wodka-Brennereien als Staatsmonopolist gegründet wurde. Das Unternehmen wurde 1991 zerschlagen und privatisiert, wobei zahlreiche Spin-offs entstanden sind, die die Firmierung Polmos übernommen haben. Polmos ist ein Akronym für Polski Monopol Spirytusowy (deutsch: Polnisches Spirituosenmonopol). Bereits 1919 wurde ein Monopolunternehmen mit der gleichen Firma gegründet. Auf dieses berufen sich die Polmos-Spin-offs, wenn sie das Jahr 1919 als Gründungsdatum angeben.

## Spin-offs
| Marke                                          | Inhaber                     | Konzernzugehörigkeit                     |
| ---------------------------------------------- | --------------------------- | ---------------------------------------- |
| Luksusowa                                      | Polmos Zielona Góra         | Pernod Ricard                            |
| Wyborowa, Polish Cherry                        | Polmos Poznań               | Pernod Ricard                            |
| Krakus                                         | Polmos Wrocław              | Akwawit S.A.                             |
| Żubrówka                                       | Polmos Białystok            | CEDC                                     |
| Soplica                                        | ŚFD Sp. z o.o. w Wołczynie  | CEDC                                     |
| Żołądkowa Gorzka                               | Polmos Lublin               | Stock Polska                             |
| Krupnik                                        | FWG w Starogardzie Gdańskim | Marie Brizard Wine & Spirits (Belvedere) |
| Polonaise                                      | Polmos Łańcut               | Marie Brizard Wine & Spirits (Belvedere) |
| Stołowa Wódka Czysta                           | Polmos Żyrardów             | Marie Brizard Wine & Spirits (Belvedere) |
| Starka                                         | Polmos Szczecin             | Szczecińska Fabryka Wódek „STARKA”       |
| Mazowiecka Żytnia, Baltic Vodka                | Polmos Siedlce              | Podlaska Wytwórnia Wódek „Polmos”        |
| Extra Żytnia, Wiśniak na Rumie                 | Polmos Bielsko-Biała        | Polmos Bielsko-Biała                     |
| Śliwowica, Biała Wytrawna                      | Polmos Toruń                | Toruńskie Wódki Gatunkowe                |
| Spirytus Rektyfikowany, Wódka Zbożowa Mieszana | Polmos Warszawa             | Polmos Warszawa                          |
| Winiak Klubowy                                 | Koneser Warszawa            | aufgelöst                                |
| Klubowa Specjalna                              | Polmos Łódź                 | aufgelöst                                |
| Jarzębiak, Ratafia                             | Polmos w Sieradzu           | aufgelöst                                |
| Winiak Luksusowy, Winiak Pałacowy              | Polmos Kraków               | aufgelöst                                |